# Mont MacDonald (îles Australes)
Pour les articles homonymes, voir MacDonald.
Ne pas confondre avec le mont McDonald des îles McDonald
Le mont MacDonald, également appelé Tamarii, est un volcan sous-marin de la France situé dans l'océan Pacifique et faisant partie des îles Australes de la Polynésie française.

## Géographie
Le mont MacDonald, baigné par l'océan Pacifique, est situé dans l'est des îles Australes, en Polynésie française.
Le sommet de ce mont sous-marin s'élevant de 1 800 m au-dessus du fond océanique culmine à 27 m sous le niveau de la mer et forme un plateau de 100 m de largeur pour 150 m de longueur parsemé de cônes et de pinacles. Les laves alcali-basaltiques émises durant les éruptions sous-marines du mont MacDonald proviennent du point chaud ayant donné naissance aux autres îles et monts sous-marins des îles Australes et du sud des îles Cook.

## Histoire
Le mont MacDonald est découvert le 29 mai 1967 au cours de l'une de ses éruptions sous-marines grâce à des hydrophones utilisant le canal SOFAR et est baptisé en l'honneur du volcanologue Gordon Andrew MacDonald. Ses éruptions qui sont d'indice d'explosivité volcanique de 0 sont le plus souvent détectées à l'aide d'hydrophones mais des projections de pierre ponce ont été observés en 1987 et 1989. Des dépôts flottants de pierre ponce observés dans le même secteur en 1928 et 1936 sont aussi imputés au mont MacDonald.